# (466628) 2014 WF14
(466628) 2014 WF14 es un asteroide perteneciente al cinturón de asteroides, descubierto el 10 de octubre de 2010 por el equipo Spacewatch desde el Observatorio Nacional de Kitt Peak (Arizona, Estados Unidos).